# Tallone
Tallone is een gemeente in het Franse departement Haute-Corse (regio Corsica) en telt 302 inwoners (1999). De oppervlakte bedraagt 68,17 km², de bevolkingsdichtheid is 4 inwoners per km².

## Geografie

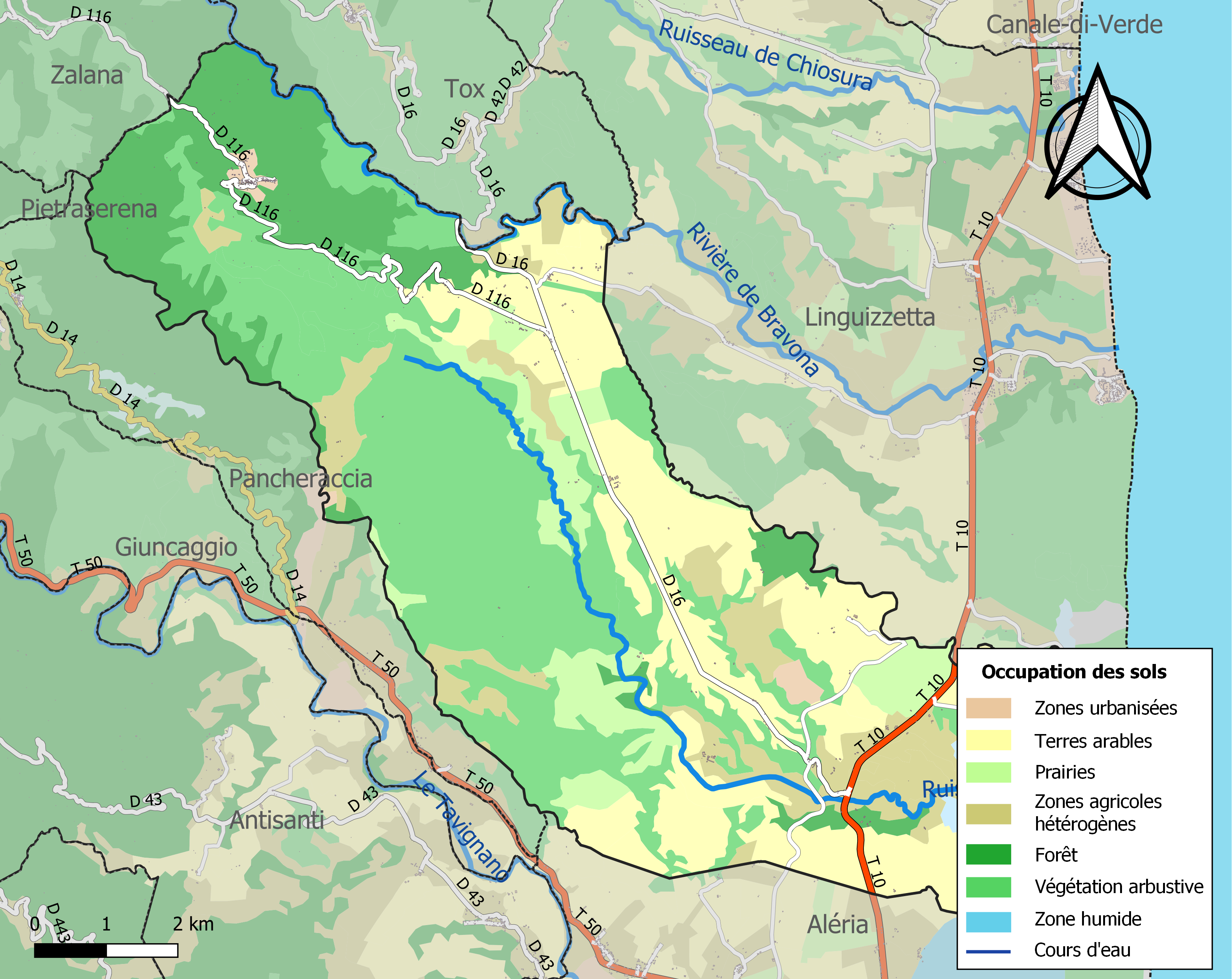
Kaart van de gemeente met de belangrijkste infrastructuur, bodemgebruik en omliggende gemeenten

## Foto's

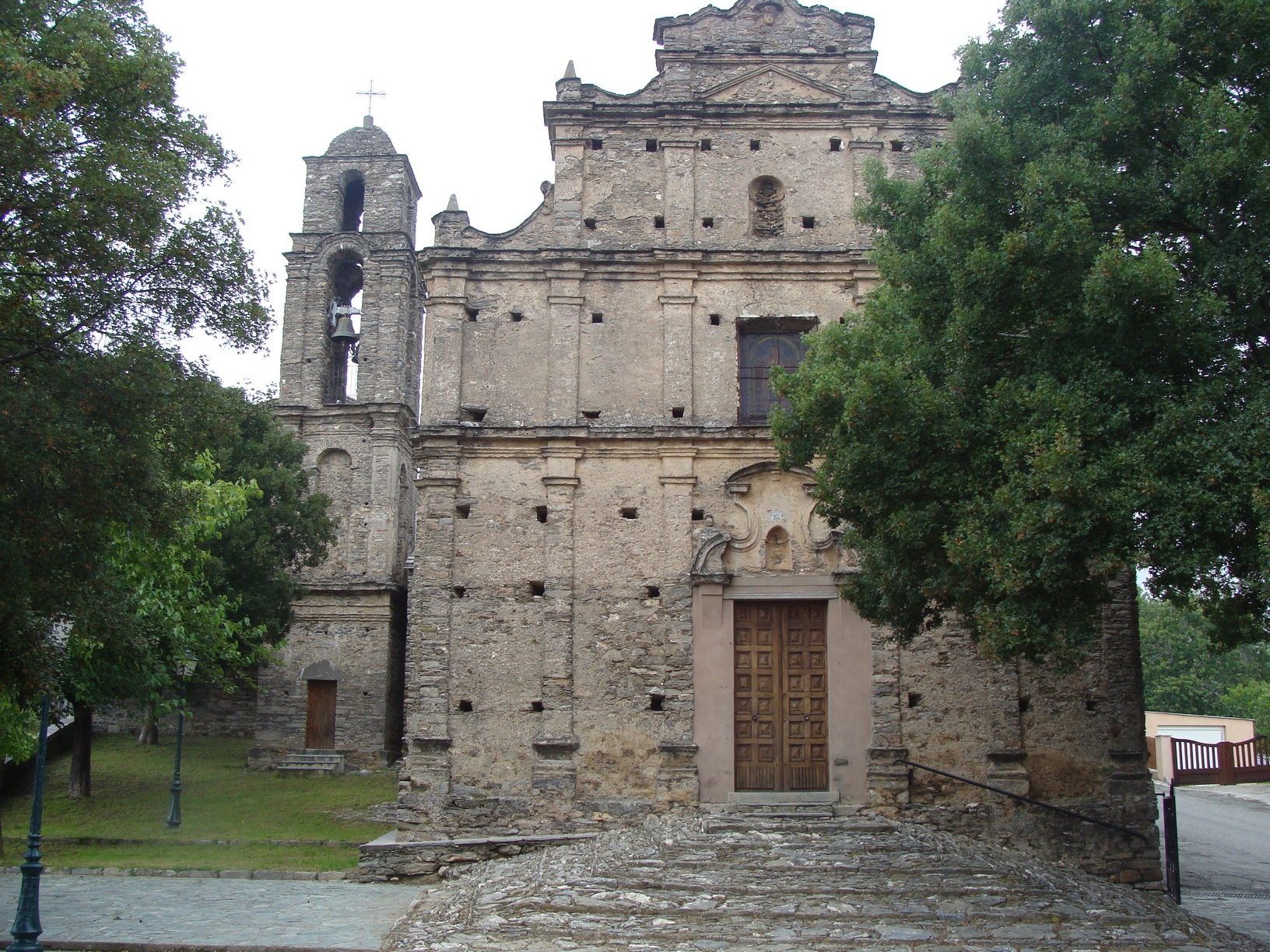
kerk van Tallone
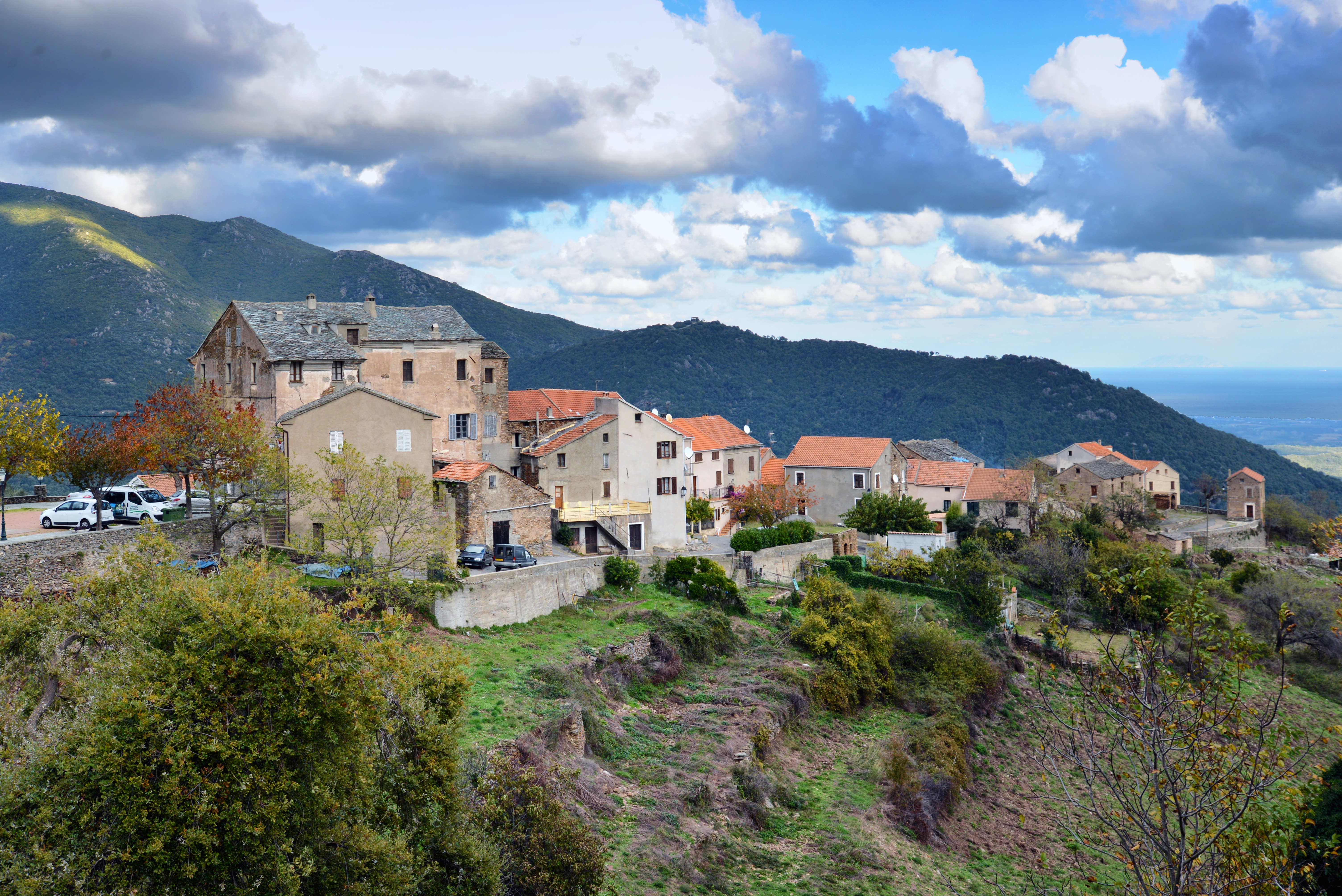
Tallone

## Demografie
Onderstaande figuur toont het verloop van het inwonertal.
Vanwege een beveiligingsprobleem met de MediaWiki Graph-software is het momenteel niet mogelijk deze grafiek weer te geven. Zodra de software is bijgewerkt zal de grafiek vanzelf weer zichtbaar worden.